# Юрьевецкий 323-й пехотный полк
323-й пехотный Юрьевецкий полк — пехотная воинская часть Русской императорской армии второй очереди. Был сформирован для участия в Первой мировой войне.

## История
В ходе мобилизации, 18 июля (по старому стилю) 1914 года от 183-го пехотного Пултуского полка, расквартированного в Костроме, был выделен кадр в составе 19 офицеров и 280 нижних чинов (по другим данным — 25 офицеров, 2 военных чиновника и около 210 нижних чинов, или 262 нижних чина) для формирования полка второй очереди. Полк формировался в рамках реформы военного министра В. А. Сухомлинова, предполагавшей создание второочередных частей на основе кадров от полков первой очереди. Остальной личный состав набирался из офицеров и рядовых запаса Костромы и уездов Костромской губернии (включая юго-западные и юго-восточные), а также из других регионов Империи. 183-й полк, выделивший кадр, сам был сформирован в Костроме в 1910 году из двухбатальонного резервного полка, переведенного из Варшавы, и двух резервных батальонов (240-го Краснинского и 245-го Солигаличского).
Полк вошёл в состав 81-й пехотной дивизии (второй очереди), созданной на основе кадра 46-й пехотной дивизии. Помимо Юрьевецкого полка, в 81-ю дивизию вошли 321-й пехотный Окский (из Ярославля), 322-й пехотный Солигаличский (из Костромы) и 324-й пехотный Клязьминский (из Шуи) полки. Командующим дивизией был назначен генерал-майор А. С. Саввич. Дивизия вошла в состав 29-й армейский корпус 3-й армии Юго-Западного фронта. В дальнейшем полк действовал в составе того же корпуса, переходя в подчинение 4-й, 11-й и Особой армий, действовавших на различных фронтах (Юго-Западном, Западном). Начальный штатный численный состав полков второй очереди составлял около 4000 человек. Второочередные полки комплектовались менее опытными офицерами и зачастую имели проблемы со спайкой личного состава. Отношение к качеству призываемого из запаса личного состава разнилось: одни современники отмечали их как "отличнейший личный состав", "потомки былинных русских богатырей" (воспоминания Б. В. Веверна), другие — как "плохих солдат", "податливые к болезням", "далекие от сознания обязанности защиты отечества" (дневник П. Н. Симанского).
Полк отправился на фронт уже 12 августа 1914 года. Мобилизация и проводы полка в Костроме, расположенной на другом берегу Волги от железной дороги, были сопряжены с трудностями переправы и проходили эмоционально тяжело для местного населения и военнослужащих, сопровождаясь "печальной, заунывной песней" (воспоминания Л. А. Колгушкина).
В конце августа 81-я пехотная дивизия была переброшена в район Владимир-Волынский. 18 августа первым принял бой 324-й пехотный Клязьминский полк, понеся значительные потери в бою у деревни Дуб, где русские солдаты столкнулись с коварством противника, открывшего огонь после выбрасывания белого флага. Полк получил боевой опыт в крайне неблагоприятных условиях.
В начале сентября 1914 года бригада в составе 322-го Солигаличского и 323-го Юрьевецкого пехотных полков и 1-го дивизиона 81-й артиллерийской бригады была срочно переброшена в Ивангород для усиления его гарнизона. Полк вошёл в общий резерв коменданта крепости генерала А. В. фон Шварца.
В ночь на 2 октября (по старому стилю) 323-й Юрьевецкий полк, усиленный батальоном 298-го Мстиславского пехотного полка 75-й пехотной дивизии, участвовал в вылазке из Ивангорода. Целью вылазки был захват неприятельских укреплений на опушке Козеницкого леса и перерезание шоссейной дороги фольварк Сецехов — Козенице. Полк вёл наступление вдоль полотна железной дороги по труднопроходимой, частично затопленной местности.

Отряд вышел из крепости еще в сумерках, незаметно пересек долину, около полуночи дошел до неприятельской позиции, атаковал ее и взял, но когда начался бой в лесу, роты наши перепутались, не установили между собой связи и были выбиты из леса. При отступлении некоторые роты попали в болото и понесли потери. Так донес мне начальник отряда, командир Юрьевецкого полка.— Из воспоминаний А. В. фон Шварца, коменданта крепости
По воспоминаниям немецкого бригадного командира Ганса фон Белова, русский 323-й пехотный полк "ночью проник через болото на опушку леса и захватил врасплох мои передовые части. Русские очень искусно проникли в наши линии и сейчас же начали окапываться группами. Это ночное движение славного русского полка является образцом военного искусства". После ожесточенного боя русские были отброшены, "борьба была так жестока, что обе стороны не брали пленных. Потери с обеих сторон были очень велики".
Русские части столкнулись с сильным пулеметным и артиллерийским огнём противника. Поручик пулеметной команды 141-й Суджанской ополченческой дружины с "рыданиями рассказывал об огромных потерях: отнято 2 пулемета, … на его глазах закололи наводчика, которого никак нельзя было оторвать от пулемета, … а атаковавшие лес перед Сецеховым все легли, не дойдя до леса, под огнем пулеметов".
По оценкам исследователей, основанным на "Именных списках убитым, раненым и без вести пропавшим", потери 323-го Юрьевецкого полка в этой вылазке составили около 1200 человек (около 250 убитыми, 500 пропавшими без вести, 450 ранеными). Один из участников боев оценивал потери полка "наполовину, около 1500 человек" (письмо Н. Лебедева). Из строя выбыли все командиры батальонов, половина командиров рот, до 40 % нижних чинов и всё вооружение пулемётной команды. Погибли подполковник Павловский, штабс-капитаны Оссовский и Петровский, поручик Разутов, прапорщики Усанов и Шичев. Капитан Доманский был ранен и попал в плен, капитаны Васильев и Лихачев, штабс-капитаны Корольков и Свободов, поручики Балтрушайтис, Богородский, Козлов, подпоручик запаса Чайковский, прапорщики запаса Синявин и братья Часовские были ранены. Капитан Преображенский был контужен. О потерях противника Ганс фон Белов писал, что они были "очень велики", а по данным А. В. фон Шварца, противник потерял в бою 1200 человек (47 офицеров и 1160 солдат), хотя эти цифры могут относиться ко всему периоду боев под Ивангородом для 15-й резервной пехотной бригады. Зафиксированы случаи жестокости с обеих сторон.

Рано утром 31 октября я с моряками ждали выхода Государя из вагона... Дорога на поле битвы шла снова мимо Опацтва... По пути я указал Государю большой крест, поставленный над братской могилой солдат Юрьевецкого полка, павших на этом месте во время их славной вылазки 2 октября...— Из воспоминаний А. В. фон Шварца, коменданта крепости
Павшие в этой вылазке воины, вероятно, захоронены на военном кладбище Баковец (пол. Bakowiec) в Польше.
Несмотря на неудачный исход вылазки, действия полка в Ивангородской операции получили высокую оценку. 4 октября 1914 года Великий князь Николай Михайлович лично посетил полк и вручил 64 Георгиевских креста нижним чинам. Всего за этот бой до двухсот человек нижних чинов полка были удостоены знаков отличия военного ордена Святого Георгия 3-й и 4-й степеней. Офицеры полка также были представлены к наградам: 34 офицера получили ордена Святой Анны 4-й степени с надписью "За храбрость".
После Ивангорода полк в составе 29-го корпуса был переброшен в район Варшавы и принял участие в боях под Ловичем. Затем полк в составе дивизии участвовал в осаде и взятии австрийской крепости Перемышль. Переброска к Перемышлю осуществлялась форсированным маршем, сопровождавшимся значительными трудностями. Во время осады полк находился на внешнем кольце, участвуя в отражении вылазок гарнизона и занимая позиции у деревни Седлиска. Условия осады были тяжёлыми. После капитуляции Перемышля 9 марта 1915 года полк в составе корпуса был направлен на юг.
Весной 1915 года полк принимал участие в тяжёлых боях в Карпатах в составе 8-й или 11-й армий Юго-Западного фронта. Бои велись в условиях горной местности и плохой погоды, приводивших к значительным потерям от холода, болезней и обвалов, помимо боевых потерь. Полк участвовал в боях у горы Свинек и в Буковине.
Летом 1915 года, во время Великого отступления, полк в составе 29-го корпуса был переброшен на Западный фронт. Полк участвовал в Виленской операции (сентябрь 1915) и Нарочской операции (март 1916). В 1916—1917 годах полк принимал участие в боях на реке Стоход и у деревень Латач и Скробово (у реки Щара).
Жители Юрьевецкого уезда и Костромы оказывали помощь полку, отправляя на фронт тёплые вещи, продовольствие, собирая деньги.
Полковой праздник полка был установлен 6 декабря, в день Святого Николая Чудотворца.
Как и большинство частей Русской императорской армии, полк был расформирован 20 марта 1918 года.

## Знаки отличия
Полк имел отличия (нагрудные знаки или знаки на головные уборы), пожалованные за отличия в боях у деревни Латач в 1916 году и у деревни Скробово (у реки Щара) в 1917 году. За вылазку под Ивангородом 1—2 октября 1914 года военнослужащие полка были награждены Георгиевскими крестами и Георгиевскими медалями, офицеры — орденами Святой Анны 4-й степени.

## Знамя
Пожаловано 8 марта 1915 года (отправлено 24 января 1916 года). Знамя образца 1900 года (армейское). Кайма белая, шитье золотое. Навершие образца 1857 года (армейское). Древко белое. Изображение — Спас Нерукотворный.

## Командиры полка
Список командиров полка по данным сайта ria1914.info:
- 16.08.1914 – 17.07.1915 — Сохачевский, Иосиф Захарович, полковник
- 25.04.1915 – 04.05.1915 — Белгородский Виктор Ильич, капитан (временно исполняющий должность)
- хх.хх.1915 – хх.хх.1915 — Ефимов Николай Александрович?, полковник (временно исполняющий должность)[9]
- 15.05.1915 – 06.08.1915 — Мышкин?, полковник (временно исполняющий должность)[9]
- 27.08.1915 – 23.09.1915 — Ермолаев Иван Гаврилович, полковник
- 23.09.1915 – 08.10.1915 — Наумов Анатолий Васильевич, подполковник (временно исполняющий должность)
- 08.10.1915 – 28.08.1916 — Зикеев Константин Викторович, полковник
- 28.08.1916 – 18.09.1916 — Миклашевский, Михаил Иосифович, полковник (временно исполняющий дела)
- 18.09.1916 – 03.01.1917 — Ерченко, Евгений Георгиевич, полковник (временно исполняющий дела)
- 03.01.1917 – хх.01.1917 — Ярошевский, Дмитрий Николаевич, полковник
- хх.01.1917 – 08.01.1917 — Дженеев, Николай Дмитриевич, полковник[10]
- 08.01.1917 – 03.08.1917 — Вейц, Иосиф Николаевич, полковник
- 12.08.1917 – 19.09.1917 — Шаламов Михаил Алексеевич, полковник
- 19.09.1917 – 20.12.1917 — Белгородский Виктор Ильич, капитан
- 20.12.1917 – 20.03.1918 — Соллогуб Александр Автономович, капитан (избран демократическим путем)

## Известные люди, служившие в полку
- Потапов, Павел Андреевич — советский военачальник, генерал-майор[4][9].
- Апухтин, Вячеслав Александрович — художник прикладного искусства, участник Первой мировой войны, служил в полку прапорщиком[2].
- Трескин, Егор Ксенофонтович — ювелир, младший унтер-офицер, участник вылазки 1—2.10.1914, вернулся из плена в 1919 году[2].
- Митропан, Иван Николаевич — подпрапорщик, награжден Георгиевским крестом 4-й степени за вылазку 1—2.10.1914[2].
- Шийко, Кондрат Павлович — подпрапорщик, награжден Георгиевским крестом 4-й степени за вылазку 1—2.10.1914[2].